# لو-ا-گرون

شهرستان لو-ا-گرون (به فرانسوی: Lot-et-Garonne) در ناحیه ناحیه آکیتن در کشور فرانسه واقع شده‌است.

## نگارخانه

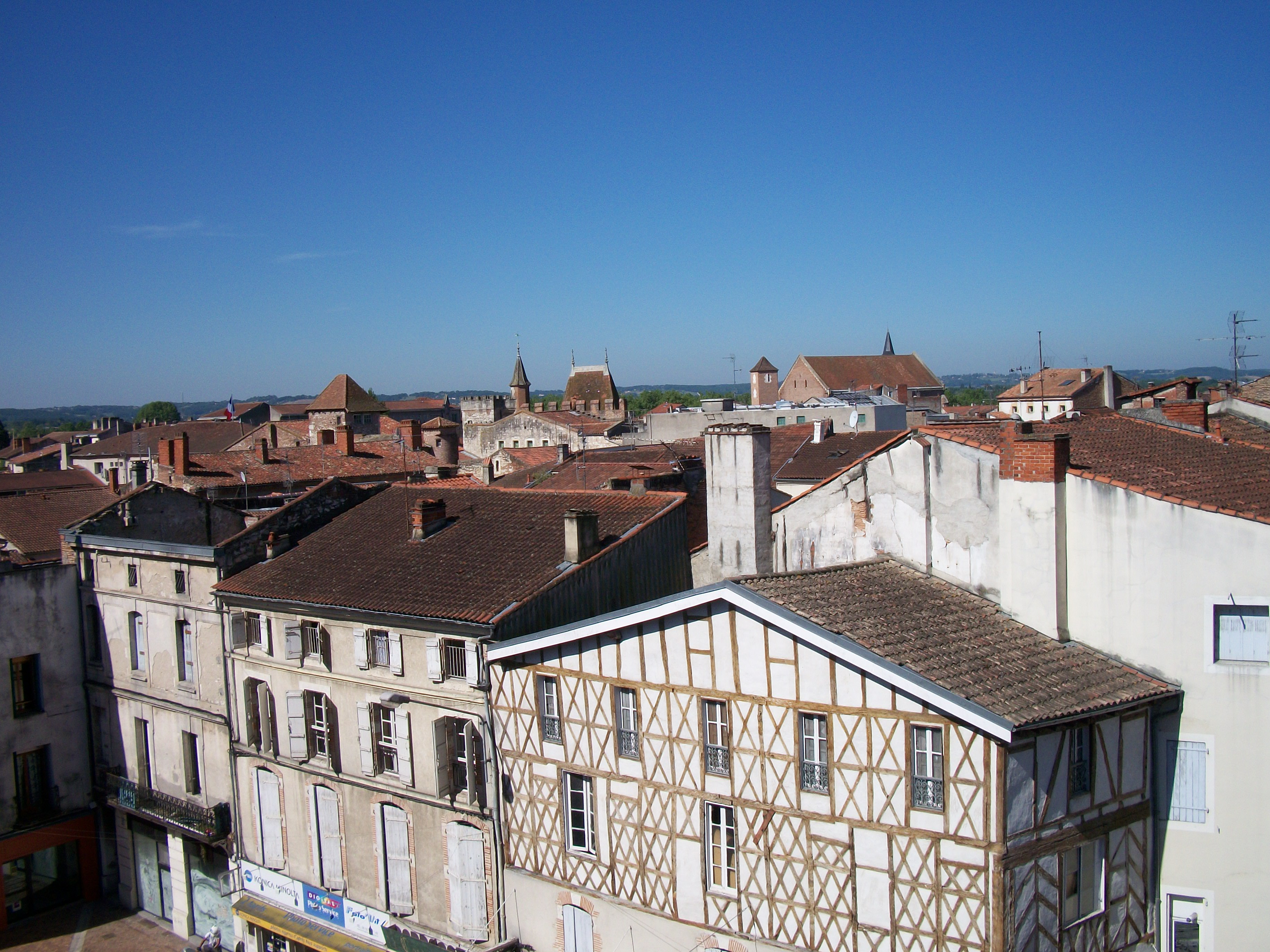
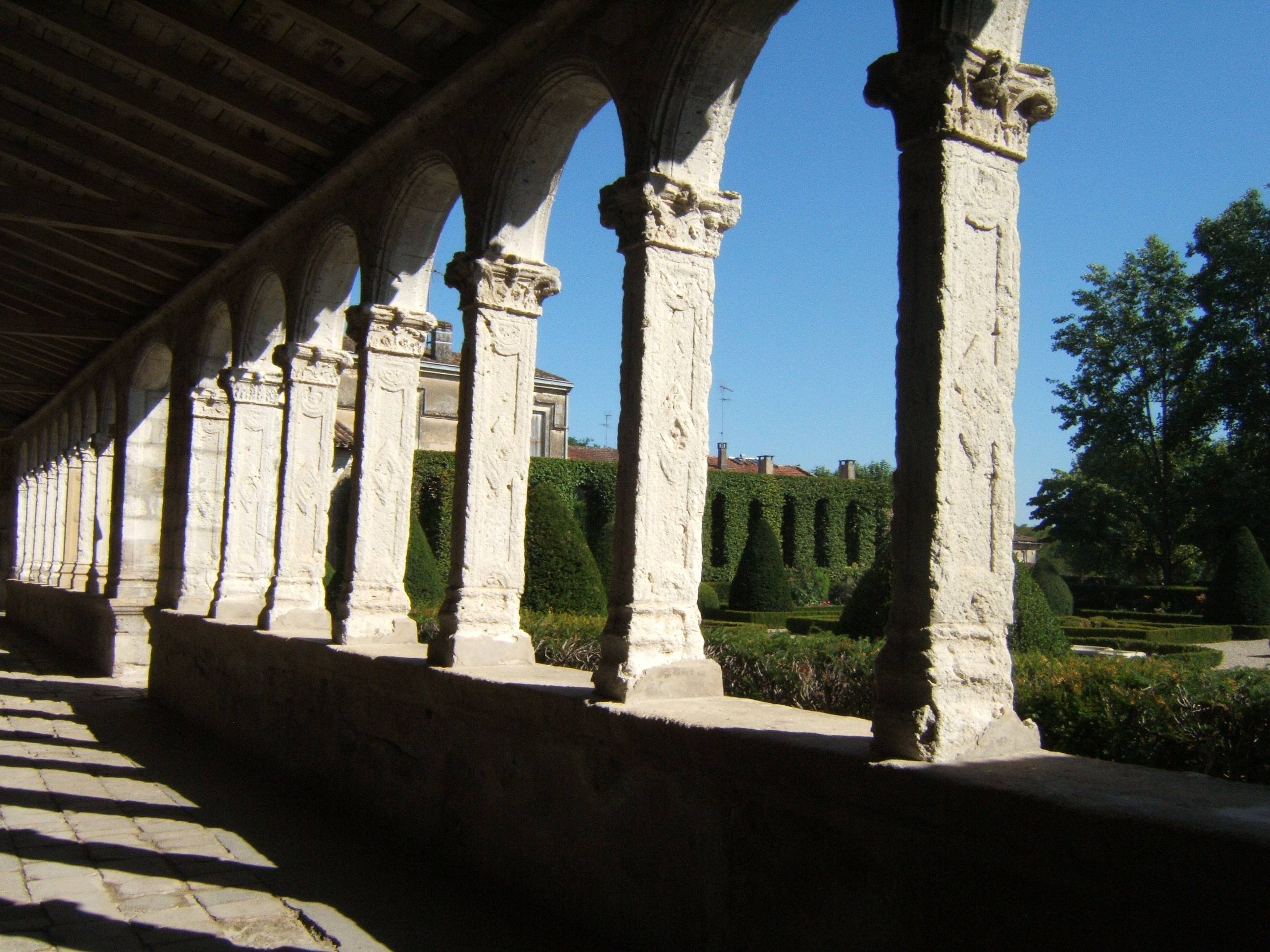
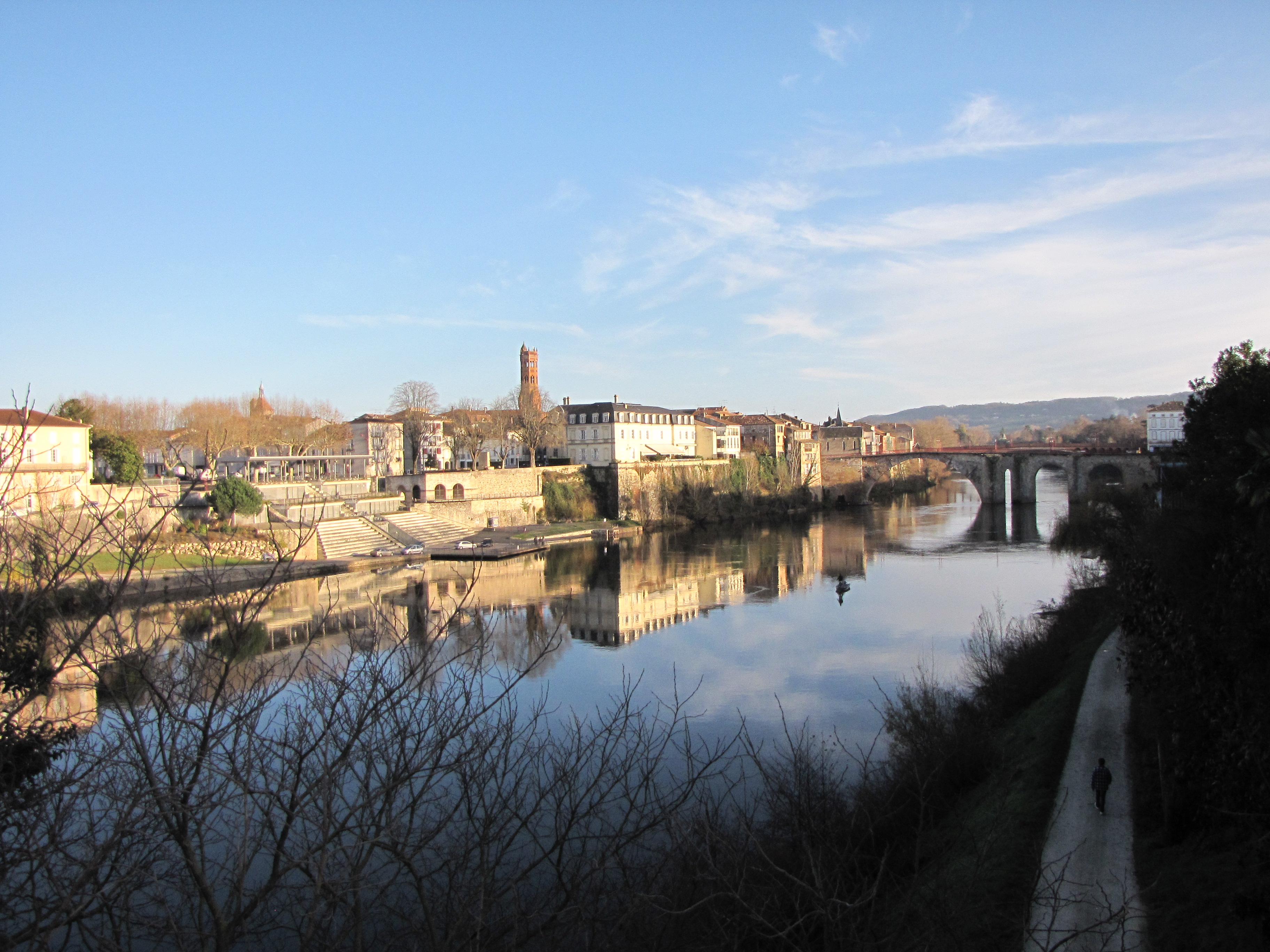
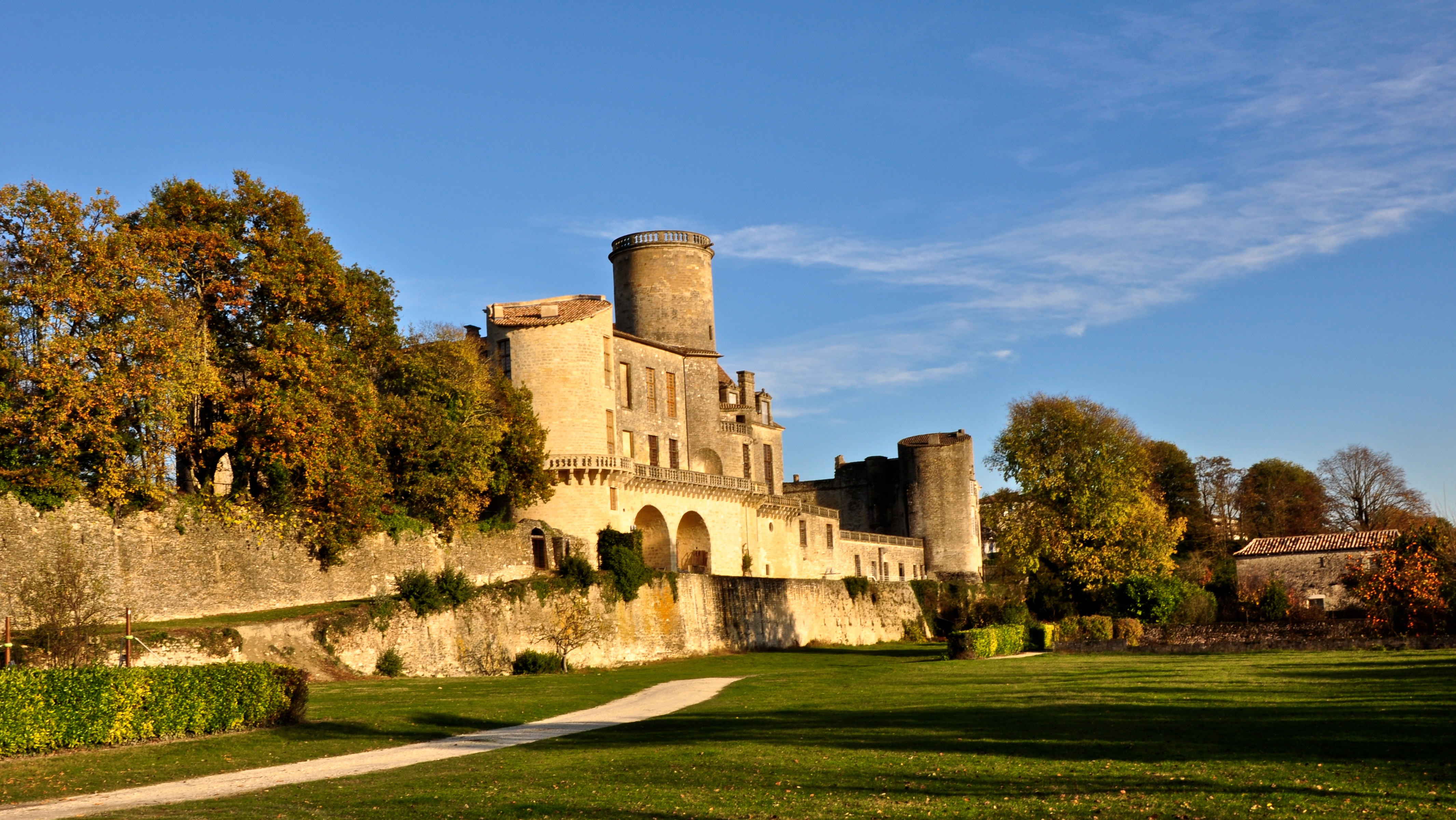
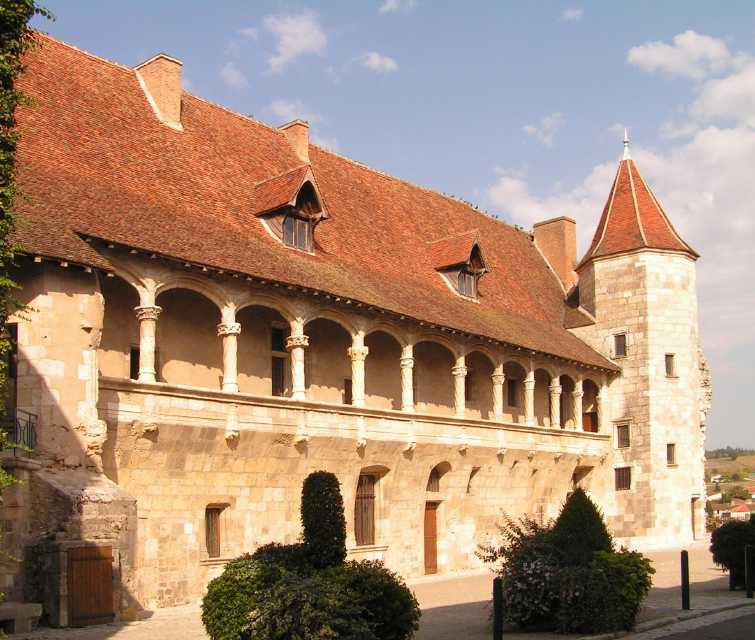
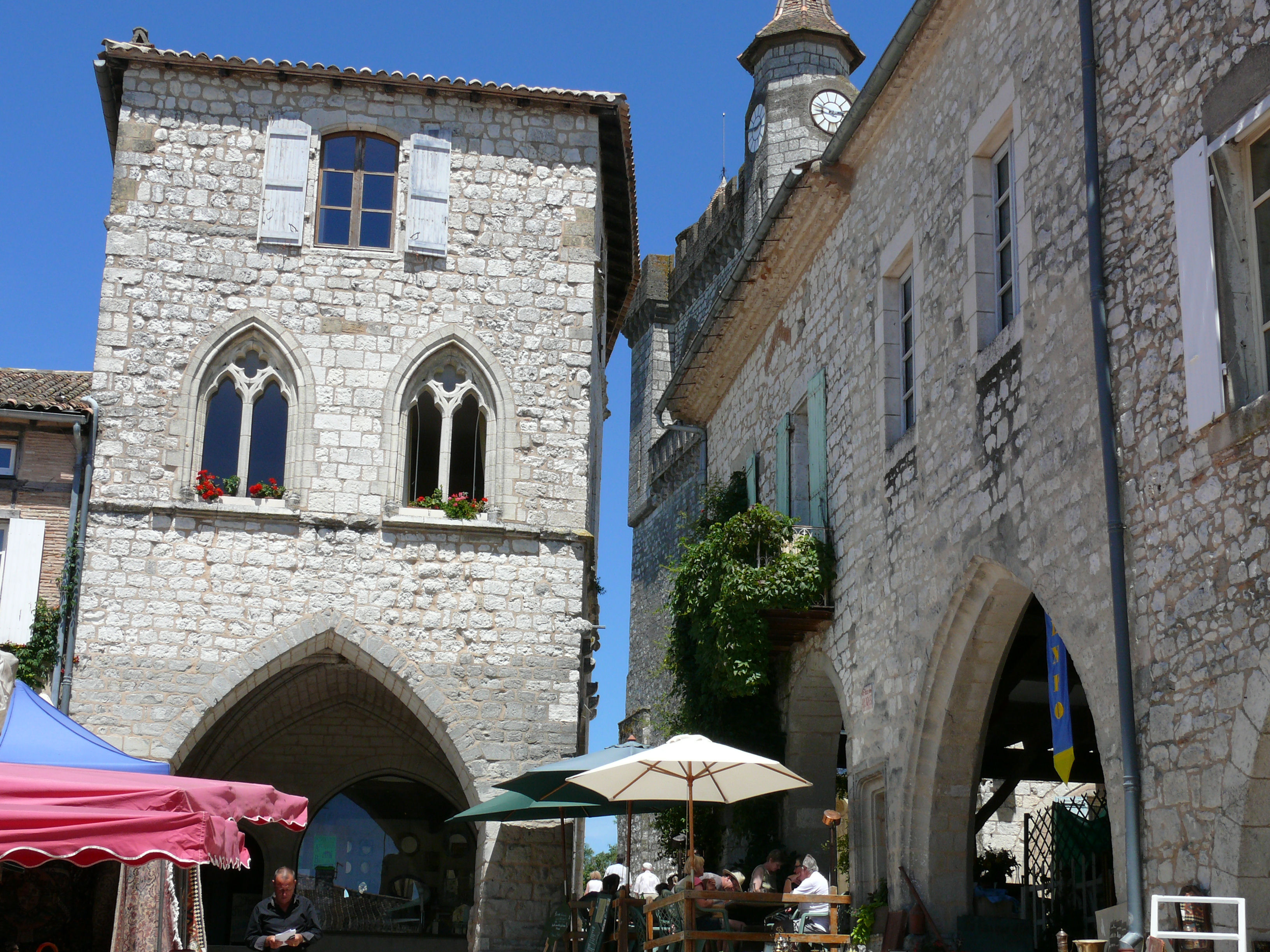